# Roger Staub
Roger Staub (ur. 1 lipca 1936 w Arosa, zm. 30 czerwca 1974 w Verbier) – szwajcarski narciarz alpejski, mistrz olimpijski oraz czterokrotny medalista mistrzostw świata.

## Kariera
Pierwszy występ na dużej imprezie międzynarodowej Roger Staub zanotował w 1956 roku, kiedy wystąpił na igrzyskach olimpijskich w Cortinie d’Ampezzo. W swoim jedynym starcie, biegu zjazdowym, zajął czwarte miejsce, przegrywając walkę o medal z Austriakiem Andreasem Moltererem o 0,9 sekundy. Na rozgrywanych dwa lata później mistrzostwach świata w Badgastein zdobył trzy medale. Najpierw wywalczył brązowy medal w gigancie, ulegając tylko dwóm Austriakom: Toniemu Sailerowi i Josefowi Riederowi. Cztery dni później zajął drugie miejsce w zjeździe, rozdzielając na podium Sailera oraz Francuza Jeana Vuarneta. W zawodach tych Szwajcar stracił do zwycięzcy 1,9 sekundy. Trzeci medal na tej imprezie wywalczył w kombinacji, w której zajął trzecie miejsce, plasując się za Sailerem i Riederem. Największy sukces w karierze osiągnął jednak na igrzyskach olimpijskich w Squaw Valley w 1960 roku, gdzie wywalczył złoty medal w gigancie. O 0,4 sekundy wyprzedził tam Austriaka Josefa Stieglera, a o 0,8 sekundy jego rodaka, Ernsta Hinterseera. Na tych samych igrzyskach Staub był także piąty w zjeździe, a slalomu nie ukończył.
Dziewięć razy zdobywał mistrzostwo Szwajcarii: w zjeździe w 1958 roku, w gigancie w latach 1957–1961 oraz kombinacji w latach 1958–1960. Był też mistrzem świata zawodowców w 1961 roku, niedługo później zakończył karierę. Pracował później jako instruktor narciarstwa alpejskiego w Vail w stanie Kolorado, prowadził sklep sportowy w swojej rodzinnej miejscowości oraz założył firmę produkującą sprzęt sportowy.
Wraz z Norwegiem Steinem Eriksenem i Austriakiem Hermannem Göllnerem był współtwórcą nowej dyscypliny – narciarstwa dowolnego.
Zginął w wypadku na lotni w okolicach Verbier.

## Osiągnięcia

### Igrzyska olimpijskie
| Miejsce | Dzień     | Rok  | Miejscowość       | Konkurencja | Czas biegu | Strata | Zwycięzca        |
| ------- | --------- | ---- | ----------------- | ----------- | ---------- | ------ | ---------------- |
| 4.      | 3 lutego  | 1956 | Cortina d’Ampezzo | Zjazd       | 2:52,2     | +4,9   | Toni Sailer      |
| 1.      | 21 lutego | 1960 | Squaw Valley      | Gigant      | 1:48,3     | -      | -                |
| 5.      | 22 lutego | 1960 | Squaw Valley      | Zjazd       | 2:06,0     | +2,9   | Jean Vuarnet     |
| DNF     | 24 lutego | 1960 | Squaw Valley      | Slalom      | 2:08,9     | -      | Ernst Hinterseer |

### Mistrzostwa świata
| Miejsce | Dzień     | Rok  | Miejscowość       | Konkurencja | Czas biegu | Strata    | Zwycięzca        |
| ------- | --------- | ---- | ----------------- | ----------- | ---------- | --------- | ---------------- |
| 4.      | 3 lutego  | 1956 | Cortina d’Ampezzo | Zjazd       | 2:52,2     | +4,9      | Toni Sailer      |
| 5.      | 2 lutego  | 1958 | Badgastein        | Slalom      | 1:55,1     | +6,8      | Josef Rieder     |
| 3.      | 5 lutego  | 1958 | Badgastein        | Gigant      | 1:48,8     | +5,1      | Toni Sailer      |
| 2.      | 9 lutego  | 1958 | Badgastein        | Zjazd       | 2:28,5     | +1,9      | Toni Sailer      |
| 3.      | 9 lutego  | 1958 | Badgastein        | Kombinacja  | 0,36 pkt   | +8,47 pkt | Toni Sailer      |
| 1.      | 21 lutego | 1960 | Squaw Valley      | Gigant      | 1:48,3     | -         | -                |
| 5.      | 22 lutego | 1960 | Squaw Valley      | Zjazd       | 2:06,0     | +2,9      | Jean Vuarnet     |
| DNF     | 24 lutego | 1960 | Squaw Valley      | Slalom      | 2:08,9     | -         | Ernst Hinterseer |